# Rumex crispissimus
Rumex crispissimus là một loài thực vật có hoa trong họ Rau răm. Loài này được Kuntze miêu tả khoa học đầu tiên.